# Protease

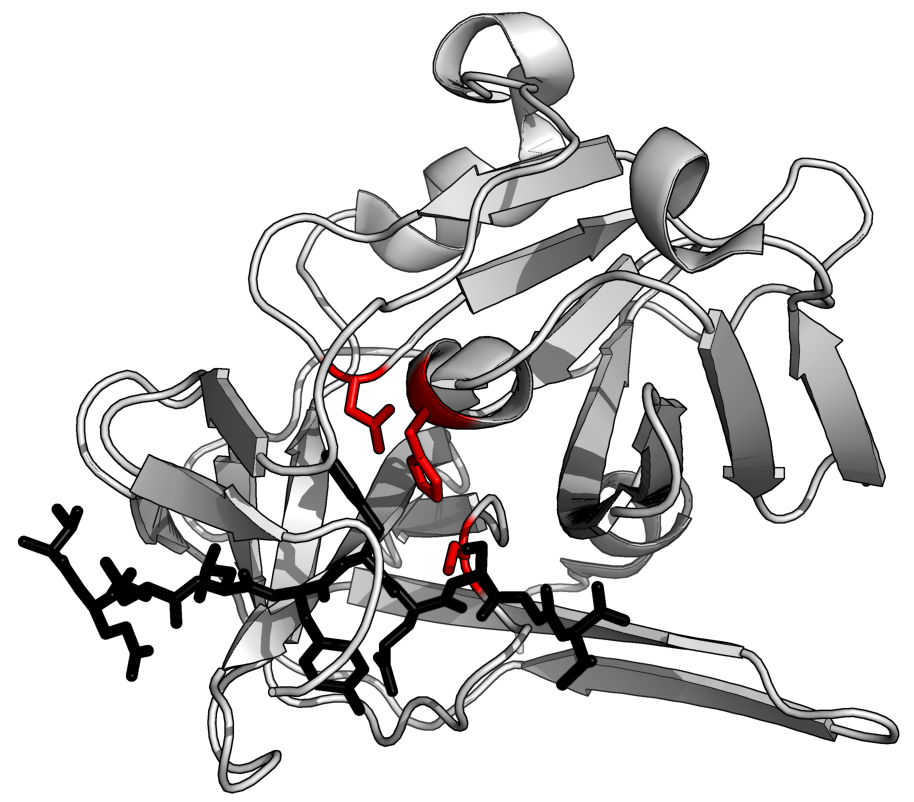
De structuur van een protease (TEV protease) gebonden aan zijn peptidesubstraat (zwart) met katalytische residuen (rood)

Proteasen of peptidasen zijn enzymen die in de afbraak van eiwitten en andere ketens van aminozuren katalyseren. Proteasen verbreken de peptidebindingen tussen twee aminozuren door toevoeging van een watermolecuul, een ontledingsreactie die bekendstaat als proteolyse, een vorm van hydrolyse. Er kan onderscheid gemaakt worden tussen endoproteasen en exoproteasen. Een exoprotease kan alleen een aminozuur aan het eind van een polymeerketen losknippen; een endoprotease kan midden in een eiwitketen, tussen twee monomeren (aminozuren) knippen.
In de kern van een protease, het zogenaamde actieve centrum, zit een chemisch actieve groep, bijvoorbeeld een hydroxylgroep (-OH) of een thiolgroep (-SH). Deze "aanvallende groep" maakt deel uit van een aminozuur, zoals serine, cysteïne of aspartaat. De andere aminozuren in het actief centrum helpen mee met het katalyseren van de hydrolyse-reactie. Er zijn veel verschillende families van proteasen, die ieder genoemd zijn naar het aminozuur dat de "aanvallende groep" bevat. Zo zijn er serine-, cysteïne- en aspartaatproteasen.
Iedere soort van proteasen kan een eiwit slechts op specifieke plaatsen aanvallen. Een bekend voorbeeld zijn trypsine en chymotrypsine, beide serineproteasen. Trypsine en verwante proteasen kunnen peptidebindingen knippen die zich naast positief geladen aminozuren bevinden. Chymotrypsine en verwante proteasen kunnen peptidebindingen knippen die zich naast aminozuren met grote, hydrofobe zijgroepen bevinden.
De specificiteit van de proteasen, dat wil zeggen tussen welke aminozuren er wordt geknipt, heeft te maken met het feit dat er nog additionele aminozuren binden aan het substraat. Zo heeft trypsine een aspartaat-aminozuur in de S1 pocket (waar zich ook het actieve centrum bevindt). Dit negatief geladen aminozuur bindt alleen aan de positief geladen aminozuren en positioneert deze voor de hydrolyse reactie.